# Apodi (kommun)
Apodi är en kommun i Brasilien.   Den ligger i delstaten Rio Grande do Norte, i den östra delen av landet, 1 600 km nordost om huvudstaden Brasília. Antalet invånare är 34 777.
Följande samhällen finns i Apodi:
- Apodi

Omgivningarna runt Apodi är huvudsakligen savann. Runt Apodi är det ganska glesbefolkat, med 22 invånare per kvadratkilometer.